# شورش ۱۴۰۱ زندان مرکزی کرج
شورش ۱۴۰۱ زندان مرکزی کرج در پی انتقال تعدادی از زندانی‌ها برای اعدام به وقوع پیوست. زندانیان در اعتراض به بردن تعدادی از زندانیان برای اعدام با دادن شعارهای ضد حکومتی دست به شورش و درگیری با مامورین گارد زندان زدند که با شلیک مامورین زندان، یک زندانی کشته و بیش از ۱۰۰ نفر مجروح شدند.

## شرح واقعه
بنا بر گزارش خبرگزاری هرانا هنگامی که ماموران زندان در حال انتقال ۴ تن از زندانیان برای اجرای حکم اعدام بودند با اعتراض و سر دادن شعارهایی از جانب شماری از زندانیان مستقر در سالن‌های ۲، ۳ و ۵ مواجه شدند. زندانبانان برای سرکوب اعتراض صورت گرفته به تیراندازی متوسل شدند.
همچنین بنا به گزارش سازمان حقوق بشر ایران در بند ۴ این زندان نیز زندانیان در اعتراض به بردن یکی از هم‌بندی‌هایشان برای اعدام، شورش کرده‌اند و با دادن شعارهای «مرگ بر خامنه‌ای»، «مرگ بر جمهوری اسلامی» و «مرگ بر دیکتاتور» راه ورود ماموران به داخل بند را بستند. 
برخی از بازداشت‌شدگان خیزش سراسری ۱۴۰۱ نیز در این زندان نگه‌داری می‌شوند. ماموران گارد زندان برای سرکوب اعتراض صورت گرفته به سمت آنها با گلوله جنگی شلیک کردند که منجر به کشته شدن یک زندانی به نام محسن منصوری ۳۱ ساله و مجروح شدن بیش از ۱۰۰ نفر گردید.